# Лакомобудское сельское поселение
Лакомобу́дское сельское поселение — муниципальное образование в северо-западной части Климовского района Брянской области. Административный центр — село Лакомая Буда.
Образовано в результате проведения муниципальной реформы в 2005 году, путём преобразования дореформенного Лакомобудского сельсовета.

## Население
| 2010 | 2011 | 2012 | 2013 | 2014 | 2015 | 2016 | 2017 | 2018 |
| ---- | ---- | ---- | ---- | ---- | ---- | ---- | ---- | ---- |
| 505  | ↘503 | ↘491 | ↘439 | ↘400 | ↘379 | ↘374 | ↗377 | ↘371 |
| 2019 | 2020 | 2021 |      |      |      |      |      |      |
| ↘360 | →360 | ↗413 |      |      |      |      |      |      |

## Состав сельского поселения
В состав сельского поселения входят 5 населённых пунктов
| № | Населённый пункт | Тип населённого пункта       | Население |
| - | ---------------- | ---------------------------- | --------- |
| 1 | Аринины Ляды     | посёлок                      | →1        |
| 2 | Лакомая Буда     | село, административный центр | ↘417      |
| 3 | Лужки            | посёлок                      | ↘8        |
| 4 | Ольховики        | посёлок                      | ↗6        |
| 5 | Побожеевка       | деревня                      | ↘7        |